# Lazdynai
Lazdynai seniūnija (litauisk: Lazdynų seniūnija) er en seniūnija (dansk: bydel) i Vilnius, vest for Senamiestis, Vilnius' Gamle Bydel. Lazdynai er beliggende på Neris' højre bred og har floden på tre sider.
Lazdynai bydel består af kvarteret (litauisk: Miesto dalis (mikrorajonas)) Lazdynai.

## Historie
Fra 1950'erne oplevede de baltiske lande en meget hurtig befolkningstilvækst. For at imødekomme den store boligmangel fremlagde staten planer for meget hurtigt boligbyggeri blandt andet i Vilnius, baseret på præfabrikerede enheder døbt "khrushchovkas" efter Nikita Khrushchev. En gruppe litauiske arkitekter vendte sig imidlertid mod planerne og kæmpede mod bygning af "khrushchovkas" tæt på den historiske bymidte, Senamiestis. Til sidst blev de tildelt opgaven at projektere at bygge en satellit by uden for Vilnius. Det valgte område lå tæt på den polske landsby Leszczyniaki, oversat til litauisk som Lazdynai, sydøst for det gamle Vilnius.
Arkitekterne besluttede at afvise den sovjetiske arkitektoniske stil og studerede arkitekturen i Finland. Oprindeligt så myndighederne på projektet med mistro, men resultatet blev accepteret, og i 1974 blev de ledende arkitekter i Lazdynai projektet Vytautas Čekanauskas, Vytautas Brėdikis, Vytautas Balčiūnas, og Gediminas Valiuškis og ingeniørerne Algimantas Kleinotas og Vincentas Šileika hædret Lenin-prisen i arkitektur.

## Udvidelse af Lazdynai
I 1990'erne blev Lazdynai lagt sammen med Bukčiai og Lazdynėliai. De to områder blev i hovedsagen bebygget i midten af 1990'erne. Bydelens grænse mod syd, der hidtil havde været Oslo gatvė, kom nu til at gå langs bredden af Neris, og Lazdynai blev på 10,3 km2. I slutningen af 1990'erne bebyggedes den vestlige del af området, vestfor Architektų gatvė og for enden af Šiltnamių gatvė. I 2001 var befolkningstallet 32.164. Den nationale sammensætning af befolkningen var: 61,4% litauere, 15,2% polakker, 14,5% russere, 3,4% hviderussere, 1,3% ukrainere, 0,8% jøder, 0,2% tatarer og 0,1% lettere og armenere.

### Gader i bydelen
| - Architektų - Bukčių | - Erfurto - Laisvės prospektas | - Lazdynėlių - Oslo gatvė | - Šiltnamių - Žėručio |

I Lazdynai ligger "Vilniaus greitosios pagalbos universitetinė ligoninė", en afdeling af Vinius' Universitetshospital. Langs Neris ligger Bukčių miške (dansk: ~ Bukčiai skoven).

## Galleri
- Lazdynai